# Isaac Adams
Isaac Adams (Rochester (New Hampshire), 16 augustus 1802 – Sandwich (New Hampshire), 19 juli 1883) was een Amerikaanse uitvinder. Hij was een kind van Benjamin Adams en Elizabeth Horne Adams.

## Biografie
Op jonge leeftijd werkte Adams als meubelmaker, maar ging in 1824 naar Boston waar hij werk zocht in een machinewerkplaats. In 1828 vond hij de Adams Power Press uit, een drukpers. De drukpers werd vanaf 1830 verkocht. Hiervan werden dertig verschillende uitvoeringen in maten gemaakt. Samen met zijn broer Seth maakte Adams deze pers en andere machines. In 1840 was hij lid van het senaat van Massachusetts. Enkele jaren voor hij stierf ging hij met pensioen.